# Iso-Poro
Iso-Poro är en ö i Finland. Den ligger i sjön Päijänne och i kommunen Jyväskylä i den ekonomiska regionen  Jyväskylä  och landskapet Mellersta Finland, i den södra delen av landet, 230 km norr om huvudstaden Helsingfors. Öns area är 77,1 hektar och dess största längd är 1,7 kilometer i nord-sydlig riktning.